# Championnats de France de patinage artistique 2004
Navigation
Championnats de France 2003 Championnats de France 2005
Les championnats de France de patinage artistique 2004 ont eu lieu les 20 et 21 décembre 2003 à la patinoire René Froger à Briançon. C'est la seconde fois que la ville dauphinoise accueille les championnats de France après l'édition de 2001.
Les championnats accueillent 4 épreuves: simple messieurs, simple dames, couple et danse sur glace.

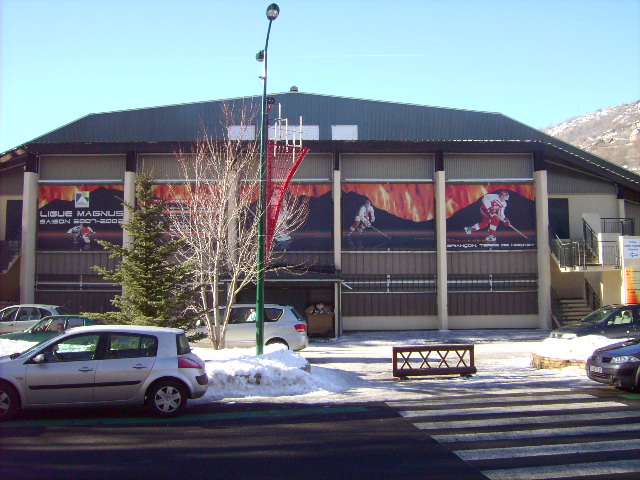
Patinoire René Froger à Briançon

## Faits marquants
- Le couple artistique Cyriane Felden & Maximin Coia ont dû abandonner la compétition pendant le programme long à cause d'une lourde chute.

## Podiums
| Épreuves                            | Or                                      | Argent                         | Bronze                             |
| Messieurs résultats détaillés       | Brian Joubert                           | Frédéric Dambier               | Stanick Jeannette                  |
| Dames résultats détaillés           | Candice Didier                          | Anne-Sophie Calvez             | Gwendoline Didier                  |
| Couples résultats détaillés         | Sabrina Lefrançois / Jérôme Blanchard   | Marylin Pla / Yannick Bonheur  | -                                  |
| Danse sur glace résultats détaillés | Isabelle Delobel / Olivier Schoenfelder | Roxane Petetin / Matthieu Jost | Nathalie Péchalat / Fabian Bourzat |

## Détails des compétitions

### Messieurs
| Rang | Nom                 | Points | Prog. court | Prog. libre |
| ---- | ------------------- | ------ | ----------- | ----------- |
| 1    | Brian Joubert       | 1.5    | 1           | 1           |
| 2    | Frédéric Dambier    | 3.0    | 2           | 2           |
| 3    | Stanick Jeannette   |        | 4           |             |
| 4    | Damien Djordjevic   |        | 5           |             |
| 5    | Vincent Restencourt |        | 3           |             |
| 6    | Samuel Contesti     |        | 6           |             |
| 7    | Alban Préaubert     |        | 7           |             |
| 8    | Jérémie Colot       |        | 10          |             |
| 9    | Yoann Deslot        |        | 9           |             |
| 10   | Yannick Ponsero     |        | 8           |             |
| 11   | Nicolas Beaudelin   |        | 13          |             |
| 12   | Julien Lefèvre      |        | 12          |             |
| 13   | Yannick Kocon       |        | 11          |             |

### Dames
| Rang | Nom                | Points | Prog. court | Prog. libre |
| ---- | ------------------ | ------ | ----------- | ----------- |
| 1    | Candice Didier     | 2.0    | 2           | 1           |
| 2    | Anne-Sophie Calvez | 2.5    | 1           | 2           |
| 3    | Gwendoline Didier  | 4.5    | 3           | 3           |
| 4    | Leslie Deriviere   | 6.0    | 4           | 4           |

### Couples
| Rang    | Nom                                   | Points | Prog. court | Prog. libre |
| ------- | ------------------------------------- | ------ | ----------- | ----------- |
| 1       | Sabrina Lefrançois / Jérôme Blanchard | 1.5    | 1           | 1           |
| 2       | Marylin Pla / Yannick Bonheur         | 3.0    | 2           | 2           |
| Abandon | Cyriane Felden / Maximin Coia         |        | 3           |             |

### Danse sur glace
| Rang | Nom                                     |
| ---- | --------------------------------------- |
| 1    | Isabelle Delobel / Olivier Schoenfelder |
| 2    | Roxane Petetin / Matthieu Jost          |
| 3    | Nathalie Péchalat / Fabian Bourzat      |
| 4    | Eve Bentley / Cédric Pernet             |
| 5    | Amandine Borsi / Fabrice Blondel        |
| 6    | Barbara Piton / Alexandre Piton         |
| 7    | Floriane Rokia / Damien Biancotto       |
| 8    | Laure Guenin / Julien Bussard           |

## Sources
- Résultats des championnats de France 2004 sur le site The Figure Skating Corner.
- Résultats des championnats de France 2004 sur le site Planète Patinage.
- Patinage Magazine N°91 (Printemps 2004)